# Jean Boutillier
Pour les articles homonymes, voir Boutillier.
Jean Boutillier, seigneur de Froidmont, jurisconsulte français, serait né à Pernes (Artois), à Mortagne ou à Tournai, qui était alors ville du royaume de France, vers 1340 et mort en 1395 à Tournai où il passa la majeure partie de sa vie.
En 1383 il est cité comme conseiller de la ville de Tournai et bailli de Mortagne.
Son nom a été écrit de diverses façons comme cela se trouve souvent dans les ouvrages de cette époque : Boutiller, Bouthillier et en flamand Botelgier ou Botelger. Sur son sceau et dans son testament, son nom est Jehan Boutillier.

## Biographie
On peut penser qu'il serait descendant du trouvère artésien Colars Le Bouthillier dont les armes sont semblables, mais rien n'autorise à affirmer qu'il fut de noble lignage. Il entre en scène en 1370 et commence à recueillir les citations d'arrêt. À cette date il est nommé lieutenant du bailli de Vermandois en Tournesis. Juge royal, il était en contact avec la justice municipale des bourgeois et la juridiction ecclésiastique. En 1383, il prend le titre de conseiller de la ville de Tournai et bailli de Mortagne. Il rendait donc la justice en la châtellenie de Mortagne au nom du seigneur Enguerrand VII, mort en 1396.
Quelques années plus tard, en 1389, il quitte le poste de bailli de Mortagne, dont Charles VI avait diminué l'importance, et redevient lieutenant du grand bailli de Tournai. À partir de là, il ne quitta plus sa ville et ses deux derniers enfants Jacques et Belotte et le tombeau de Peronne, sa fille.
Il rédige son testament, où il se qualifie de lieutenant du gouverneur des bailliages de Tournai, Tournaisis et Mortagne, Saint-Amand, etc. le 16 septembre 1402 et l'on retrouve une dernière fois son nom aux noces de Messire Étienne l'Hermite seigneur de la Faye et de dame Catherine de la Croix, le 25 janvier 1419.

## Œuvres

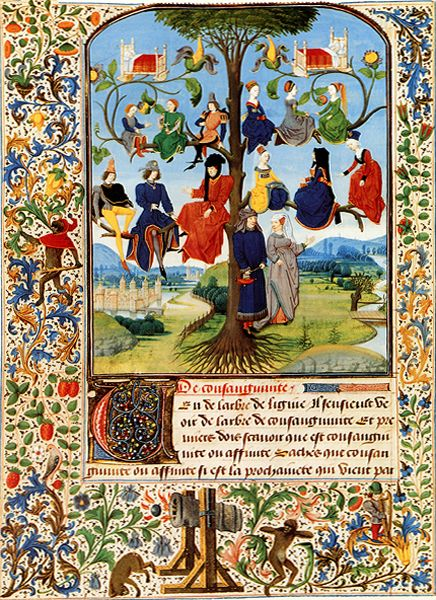
L'arbre de consanguinité, Somme rurale de Jean Boutillier

Il rédigea son testament mais, selon A. Paillard de Saint Aiglan, également son épithalame, poésie massive composée de vingt-neuf quatrains en français imprégné de patois rouchi que l'on trouve dans la « Généalogie » de Nicholas des Champs dit Bourgoigne, roy d'armes de Philippe II et Philippe III, conservé à la Bibliothèque royale de Belgique, folios 366 verso 369.

### LaSomme rurale
Il est l'auteur de la Somme rurale, recueil complet des usages et coutumes législatives en usage dans le nord du royaume de France. Ce livre, édité d'abord sous forme de manuscrit, fut publié typographiquement pour la première fois à Bruges en 1479, puis traduit en néerlandais et imprimé dans cette langue à Delft en 1483.
Dans cet ouvrage, Jean Boutillier met en évidence l'esprit légiste du XIVe siècle qui confondait les maximes du droit romain et du droit féodal : les premières pages de la Somme rurale font référence à la distinction savante entre jus in re et jus ad rem, alors que les objets de ces droits sont classés selon la distinction entre héritages, meubles et cateux, notions renvoyant à la fois à l'opposition franque de l'hereditas et du capitale et à la distinction romaine des choses meubles et immeubles.
Il rassembla méticuleusement tous les arrêts rendus pendant vingt-deux ans par le parlement sur les bailliages de Vermandois et de Tournai, les derniers datant de 1407 et 1417.
Son testament est également un témoignage des coutumes de ce début du XVe siècle.

### Sources
- Notice sur Jean Boutillier, auteur de la Somme rurale, par Alphonse Paillard de Saint-Aiglan.
- Eugène De Seyn, I, p. 86.